# Zhou Jihong
Zhou Jihong (n. 11 ianuarie 1965, Wuhan, Republica Populară Chineză) este o săritoare în apă chineză, medaliată olimpică. A participat la 2 ediții ale Jocurilor Olimpice (1984, 1992) în care a câștigat o medalie de aur.